# روبن لانغدون
روبن لانغدون (Reuben Langdon)  (اسمه الكامل روبن كريستوفر لانغدون (Reuben Christopher Langdon)) هو ممثل أمريكي ولد في 19 يوليو 1975 في ولاية ألاسكا.

## أدواره في الأنمي

### مسلسلات أنمي تلفزيونية
- ديفل ماي كراي - دانتي (تحت الاسم المستعار جستين كوز (Justin Cause)).

## أدواره في ألعاب الفيديو
- سلسلة ديفل ماي كراي.
  - ديفل ماي كراي 3 - دانتي.
  - ديفل ماي كراي 4 - دانتي.
- سنغوكو باسارا: ساموراي هيروز - ماسامونيه داتيه.
- سلسلة ألعاب ستريت فايتر
  - ستريت فايتر IV - كين ماسترز.
  - سوبر ستريت فايتر IV - كين ماسترز.
  - سوبر ستريت فايتر IV آركيد إديشن - كين ماسترز.
  - ألترا ستريت فايتر IV - كين ماسترز.
  - ستريت فايتر V - كين ماسترز.
- ستريت فايتر X تيكن - كين ماسترز.
- ريزدنت إيفل 5 - ديف جونسون، كريس ريدفيلد (Motion capture).
- مارفل VS كابكوم 3 - دانتي.
- ألتيميت مارفل VS كابكوم 3 - دانتي.

## وصلات خارجية
- روبن لانغدون على موقع IMDb (الإنجليزية)
- روبن لانغدون على موقع قاعدة بيانات الفيلم (الإنجليزية)

- الموقع الرسمي